# Aleksiej Arbuzow
Aleksiej Nikołajewicz Arbuzow (ros. Алексей Николаевич Арбузов; ur. 13 maja?/26 maja 1908 w Moskwie, zm. 20 kwietnia 1986 tamże) – rosyjski dramaturg; autor popularnych sztuk lirycznych o tematyce społeczno-obyczajowej.

## Życiorys
Urodził się w rodzinie inteligentów. Ojciec był handlowcem, pochodził ze szlachty. Dzieciństwo spędził w dostatku (uczył się prywatnie, spędzał wczasy nad morzem), ale przy ciągłych kłótniach rodziców.
Na początku I wojny światowej rodzina znajdowała się na wybrzeżu rygskim, z którego szybko wyjechali. Rodzina przeniosła się z Moskwy do Piotrogrodu, gdzie Arbuzow od 1916 uczył się w prywatnym gimnazjum (nie ukończył państwowego szkolnictwa). W tym samym czasie rodzinę opuścił ojciec, Arbuzow miał wtedy 8 lat.
Podczas rewolucji październikowej, z powodu ciężkiej choroby matki i jej śmierci, został sierotą w wieku 11 lat – wałęsał się i trafił do kolonii dla trudnej młodzieży.
Przełom nastąpił, gdy zetknął się z teatrem. W Wielkim Teatrze Dramatu w Leningradzie udało mu się obejrzeć przedstawienie Zbójcy na podstawie dramatu Schillera, które było wystawiane dla czerwonoarmistów przed wyruszeniem na front. Wrażenia ze spektaklu były tak wielkie dla Arbuzowa, że w tym samym teatrze był obecny na wszystkich przedstawieniach i znał cały repertuar.
Jego sytuacja nieco poprawiła się – zamieszkał ze swoją ciotką W. Sawicz, ale do szkoły średniej już nie poszedł.
W wieku 14 lat zaczął pracować jako statysta w Teatrze Maryjskim w Leningradzie. W wieku 16 lat rozpoczął naukę w studiu dramatu pod kierownictwem Pawła Gajdieburowa, wybitnego aktora i reżysera, i po ukończeniu nauki został przyjęty do jego trupy Objazdowego Teatru, gdzie mógł się spełnić jako aktor, reżyser i dramaturg. Wiosną 1928 roku opuścił teatr, by wraz z grupą młodych aktorów stworzyć „Cech Dramatu Eksperymentalnego”. Po rozpadzie zespołu wziął udział w tworzeniu kolejowego teatru objazdowego, który jeździł ze spektaklami po małych miastach rosyjskich. Ze względu na brak dramaturga w zespole, Arbuzow zajął się pisaniem sztuk. Pierwszym debiutanckim utworem był Kłass (1930), który został wystawiony w Leningradzkim Krasnym Teatrze, ale nie odniósł sukcesu.
Po niepowodzeniach na początku lat 30. XX w. wyjechał do Moskwy i wstąpił do Teatru im. W. Meyerholda – teatru małych form, skupiającym wokół siebie młodych twórców, na czele którego stał Erast Garin.
Pierwszym większym sukcesem Arbuzowa stała się komedia Szestiero lubimych (1935, 1958).
W maju 1938 roku wraz z Walientinem Płuczekiem i Aleksandrem Gładkowem stworzył Państwowe Moskiewskie Studio Teatru, bardziej znane jako „Arbuzowskie Studio”. Tam powstał dramat Gorod na zarie (1941). Wraz z atakiem Niemiec na ZSRR studio zostało przekształcone w teatr frontowy i zakończyło działalność po zakończeniu wojny.
Największym sukcesem literackim Arbuzowa był dramat Tania. Był wystawiony w wielu miastach, m.in. w Nowosybirsku, Smoleńsku, Jarosławiu, ale najbardziej znanym został spektakl wystawiony w Teatrze Rewolucji przez Andrieja Łobanowa z Mariją Babanową w tytułowej roli (którą pisarz wielbił i z myślą o niej napisał dramat).
Stał się jednym z najbardziej znanych dramaturgów w ZSRR. Jego dramaty z powodzeniem były wystawiane na deskach teatrów na całym świecie, a w ZSRR nie schodziły z afiszy (Irkucka historia była wystawiana ponad 9000 razy w latach 1960-1961).
Oprócz twórczości literackiej wspierał początkujących pisarzy, m.in. Wołodina, Wampiłowa i Pietruszewską. Na początku lat 70. organizował warsztaty dla młodych dramaturgów. W 1980 został laureatem Nagrody Państwowej ZSRR (1980).
Zmarł 20 kwietnia 1986 roku. Został pochowany na Cmentarzu Kuncewskim w Moskwie.

## Twórczość
Dramaty
- 1930 – Kłass (ros. Класс)
- 1935 – Dalniaja doroga (ros. Дальняя дорога)
- 1935, 1958 – Szestiero lubimych (ros. Шестеро любимых)
- 1938, 1946 – Tania: Sceny dramatyczne w 4 aktach, ośmiu odsłonach (ros. Таня)
- 1941, 1957 – Gorod na zarie (ros. Город на заре)
- 1942 – Biessmiertnyj (ros. Бессмертный) – napisana wspólnie z Aleksandrem Gładkowem
- 1943, 1954 – Domik w Czerkizowie (ros. Домик в Черкизове) – powstała nowa wersja w 1954 pod tytułem Domik na okrainie (ros. Домик на окраине)
- 1947 – Wstriecza s junostju (ros. Встреча с юностью)
- 1952 – Jewropiejskaja chronika (ros. Европейская хроника)
- 1954 – Lata wędrówek (ros. Годы странствий)
- 1959 – Irkucka historia (ros. Иркутская история)
- 1960 – Godzina dwunasta (ros. Двенадцатый час)
- 1961 – Stracony syn (ros. Потерянный сын)
- 1963 – Nas gdie-to żdut (ros. Нас где-то ждут)
- 1965:
  - Gdy wraca młodość (ros. И вновь встреча с юностью...)
  - Mój biedny Marat (ros. Мой бедный Марат)
- 1967 – Noc spowiedzi (ros. Ночная исповедь)
- 1968 – Szczęśliwe dni (ros. Счастливые дни несчастливого человека)
- 1970 – Opowieść starego Arbatu (ros. Сказки старого Арбата)
- 1971 – Wybór (ros. Выбор)
- 1972:
  - Ten miły, stary dom... (ros. В этом милом старом доме)
  - Mojo zagladenje (ros. Моё загляденье)
- 1974 – Światła wieczoru (ros. Вечерний свет)
- 1975 – Staromodna komedia (ros. Старомодная комедия)
- 1976 – Ożydanije (ros. Ожидание)
- 1978 – Okrutne zabawy (ros. Жестокие игры)
- 1981 – Wspomnienie (ros. Воспоминание)
- 1983 – Pobieditielnica (ros. Победительница)
- 1984 – Winowatyje (ros. Виноватые)

Scenariusze
- 1974 – Tania (ros. Таня)
- 1978 – Staromodna komedia (ros. Старомодная комедия)
- 1982 – Skazki, skazki, skazki Starogo Arbata (ros. Сказки, сказки, сказки Старого Арбата)